# 四道沟镇
四道沟镇，是中华人民共和国吉林省白山市临江市下辖的一个乡镇级行政单位。

## 行政区划
四道沟镇下辖以下地区：
四道沟村、烟筒沟村、三合城村、双顶山村、岗头村、坡口村、东北岔村、吴家营村和元宝顶子村。